# Нилус, Андрей Александрович
Андрей Александрович Нилус (5 (17) января 1858 — 6 декабря 1941, Белград, Немецкая военная администрация в Сербии) — русский военный деятель, генерал-лейтенант.

## Биография
Родился 5 (17) января 1858 года в семье потомственных дворян Екатеринославской губернии. Образование получил в Симферопольской классической гимназии, затем — в 1-м Павловском и Михайловском артиллерийском училищах, из которого в 1881 году был выпущен подпоручиком в 13-ю артиллерийскую бригаду.
В 1886 году закончил Михайловскую артиллерийскую академию и в течение 13 лет служил на главном артиллерийском полигоне для производства артиллерийских опытов, принимая в то же время участие в работах артиллерийского комитета при ГАУ. С 1899 года — помощник, а затем инспектор классов Михайловской артиллерийской академии и училища. В 1902 году был произведён в полковники. В 1905 году был перемещён на ту же должность в Константиновское артиллерийское училище; 13 апреля 1908 года произведён в генерал-майоры.
В 1894 году начал чтение лекций по артиллерии в Константиновском, а с 1897 года — и в Михайловском артиллерийских училищах, для которых составил ряд учебников: «Орудия и снаряды», «Скорострельные лафеты», «Взрывчатые вещества и порох». В этот период Нилус, работая по разнообразным вопросам, связанным со стрельбой из орудий и с материальной частью артиллерии, напечатал в «Артиллерийском Журнале» ряд статей, наиболее значительные из которых: «Исторический очерк последовательного развития наибольшего калибра в России»; «Полевое орудие будущего»; «О звуковых явлениях, сопровождающих полет снарядов»; «Новый метод определения скоростей полета снарядов при помощи звукопрерывателей»; «Броневые башни и скрывающие лафеты»; «Новая скорострельная полевая артиллерия»; «Исследование горения бездымных и дымных порохов»; «Определение давлений пороховых газов помощью крешера»; «Новая материальная часть немецкой полевой артиллерии» и др.
Не ограничиваясь чисто теоретическими и научными разработками, Нилус сделал ряд конструкторских работ, создав дуговой прицел своеобразной конструкции для 11-дм. береговых мортир, приборы для ночной наводки орудий, принятые в береговой артиллерии и которыми были снабжены миноносцы 2-й и 3-й эскадр во время русско-японской войны; он также выработал светящий снаряд для полевых мортир, премированный серебряной медалью на Парижской всемирной выставке в 1901 г.
В 1901 году конференция Михайловской артиллерийской академии, ввиду большого значения научных трудов Нилуса, предоставила ему право преподавания артиллерии в академии, без представления диссертации. В 1902 году Нилусу было поручено составить курс истории артиллерии, который он и читал в академии с этого времени, а в 1905 году занял кафедру артиллерии, защитив диссертацию на звание профессора на тему «История материальной части артиллерии», составившую обширную и исчерпывающую монографию, снабженную перечнями и разборами источников и литературы предмета.
В 1912 году был назначен председателем комиссии по постройке Сергиевского артиллерийского училища в Одессе, 30 марта 1913 года стал его начальником; с 25 февраля 1914 года — заслуженный профессор Михайловской артиллерийской академии; 6 апреля 1914 года произведён в генерал-лейтенанты.
В 1918 в гетманской армии. Участник Белого движения в составе ВСЮР. Оставался в должности начальника, затем преподавателя Сергиевского артиллерийского училища до эвакуации Крыма. Эвакуирован в Катарро (Югославия) на судне «Истерн-Виктор».
Умер 6 декабря 1941 года в Белграде (по другим данным — в городе Хомс, Сирия).
Написал несколько статей для Энциклопедического словаря Брокгауза и Ефрона.

## Награды
- орден Св. Станислава 2-й ст. (1901)
- орден Св. Анны 2-й ст. (1904)
- орден Св. Владимира 4-й ст. (1905)
- орден Св. Владимира 3-й ст. (10.04.1911)
- орден Св. Станислава 1-й ст. (1913)
- орден Св. Анны 1-й ст. (ВП 22.03.1915)
- орден Св. Владимира 2-й ст. (2-е доп. к ВП 30.07.1915)
- орден Белого орла (ВП 10.04.1916).